# Hoggeston
Hoggeston är en ort och civil parish  i Storbritannien.   Den ligger i kommunen Buckinghamshire och riksdelen England, i den södra delen av landet, 70 km nordväst om huvudstaden London. Hoggeston ligger 116 meter över havet och antalet invånare är 104.
Terrängen runt Hoggeston är platt. Runt Hoggeston är det tätbefolkat, med 356 invånare per kvadratkilometer. Närmaste större samhälle är Milton Keynes, 14,5 km norr om Hoggeston. Trakten runt Hoggeston består till största delen av jordbruksmark.